# Vallop Potaya
Vallop Potaya, född 1 april 1942, är en thailändsk bågskytt. Han deltog vid olympiska sommarspelen 1976.